# Hôtel particulier Abrikossov
L'hôtel particulier Abrikossov est un hôtel particulier situé à Moscou dans l'arrondissement Khamovniki du district administratif central. Son adresse est au 51/10 rue Ostojenka, non loin de la cathédrale du Christ-Sauveur. Il a été construit pour la famille Abrikossov, richissime dynastie de marchands moscovites, importateurs de denrées exotiques et de produits d'épicerie et confiseurs industriels.
Ce joli hôtel particulier d'architecture néo-classique, construit dans les années 1820, comprend une petite mezzanine. Sa façade est agrémentée d'un portique ionique tétrastyle. L'hôtel est réaménagé en 1873 par l'architecte Pouzyrevski et en 1914 par Tchernychov. La demeure abrite aujourd'hui le bureau de presse du Service des renseignements extérieurs de la fédération de Russie. Une plaque a été apposée en 2010 en mémoire de Kim Philby.

## Illustrations

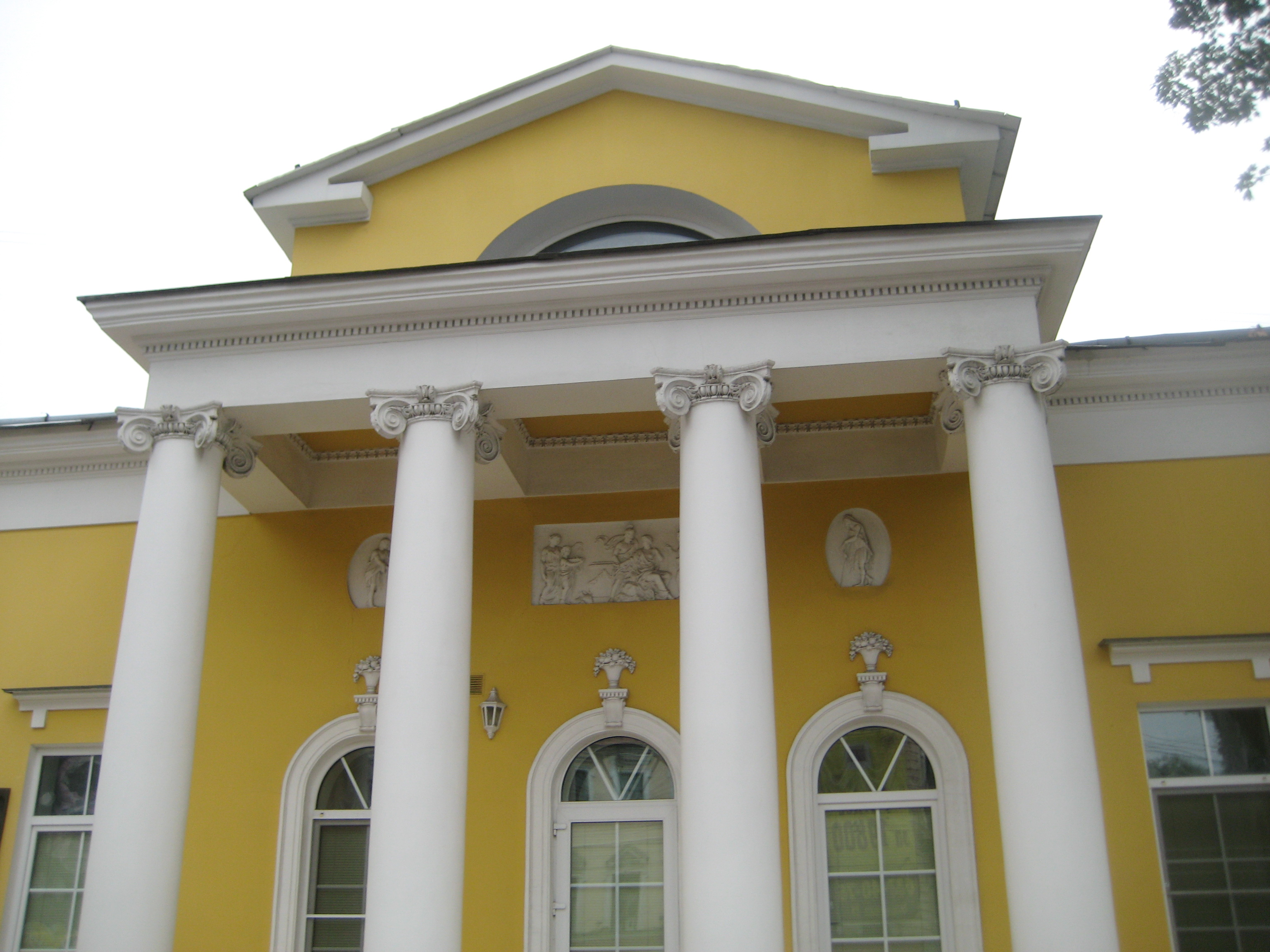
Portique ionique
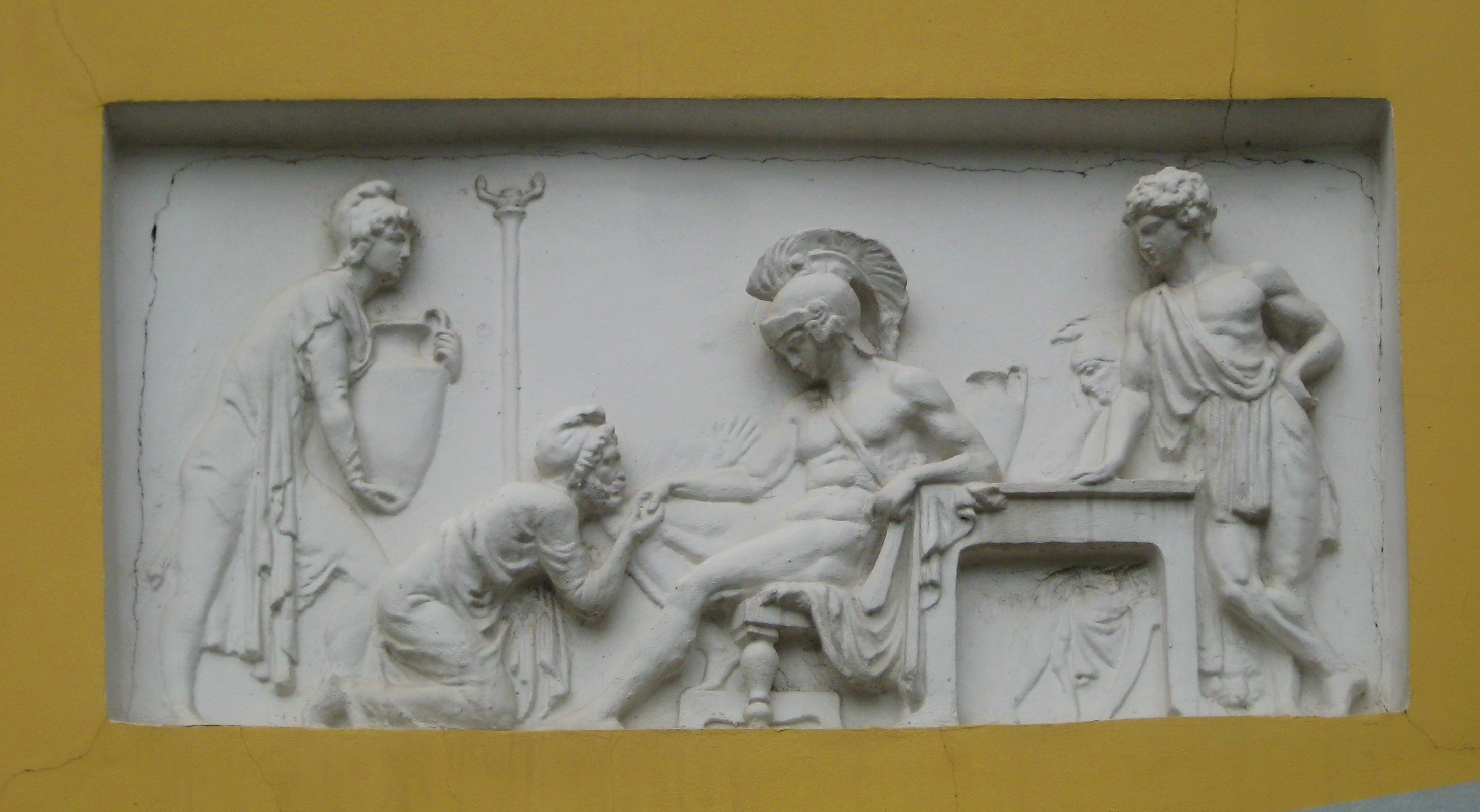
Bas-relief reprenant une scène de l'Iliade: Priam, implorant à Achille le corps d'Hector.
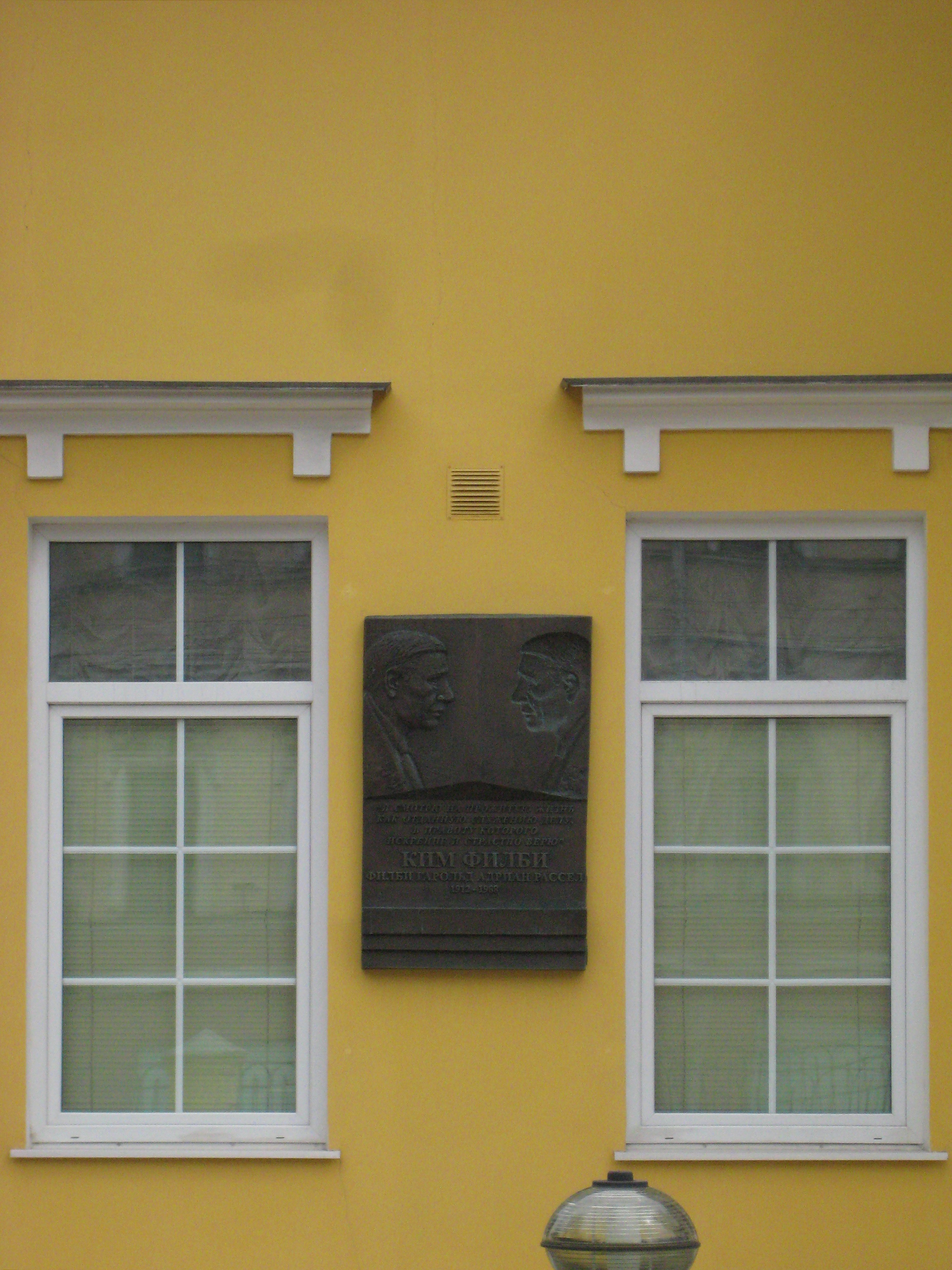
Plaque en mémoire de Kim Philby.
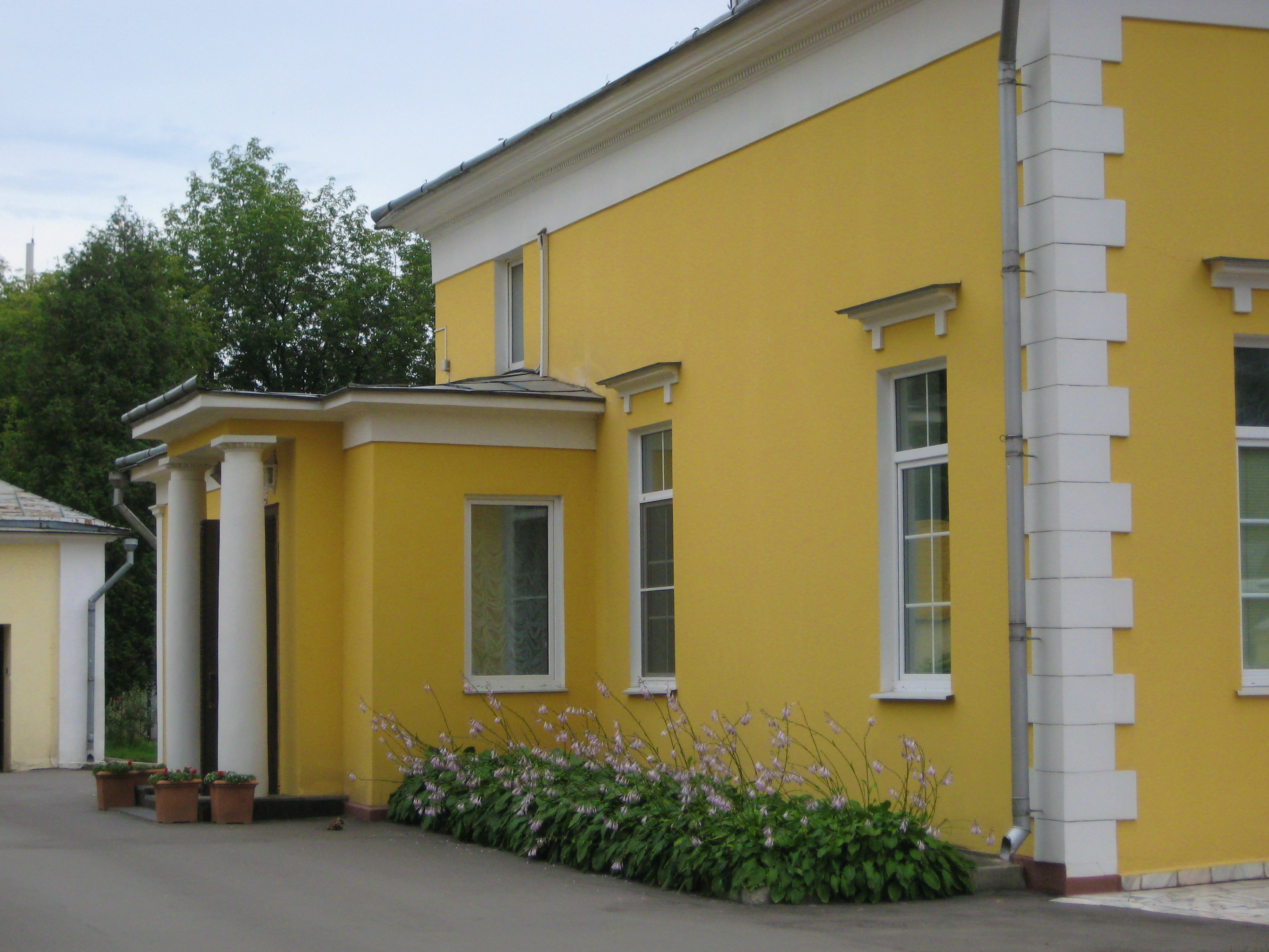
Entrée de côté
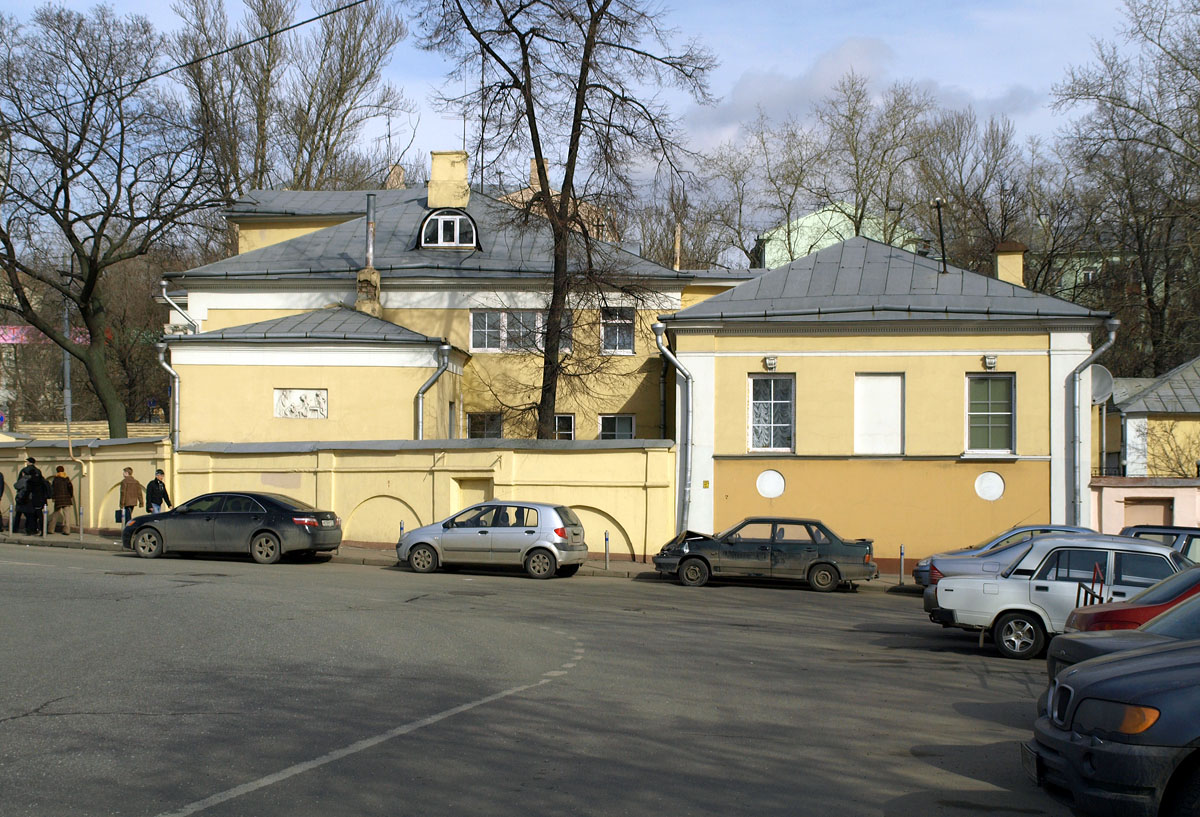
Vue de côté

## Source de la traduction
- (ru) Cet article est partiellement ou en totalité issu de l’article de Wikipédia en russe intitulé « Особняк Абрикосовых » (voir la liste des auteurs).